# Teius
Teius Merrem, 1820 è un genere di lucertole che fa parte della famiglia Teiidae.

## Tassonomia
Comprende le seguenti specie:
- Teius oculatus (D'Orbigny & Bibron, 1837)
- Teius suquiensis Avila & Martori, 1991
- Teius teyou (Daudin, 1802)